# Göteborgs handelsinstitut

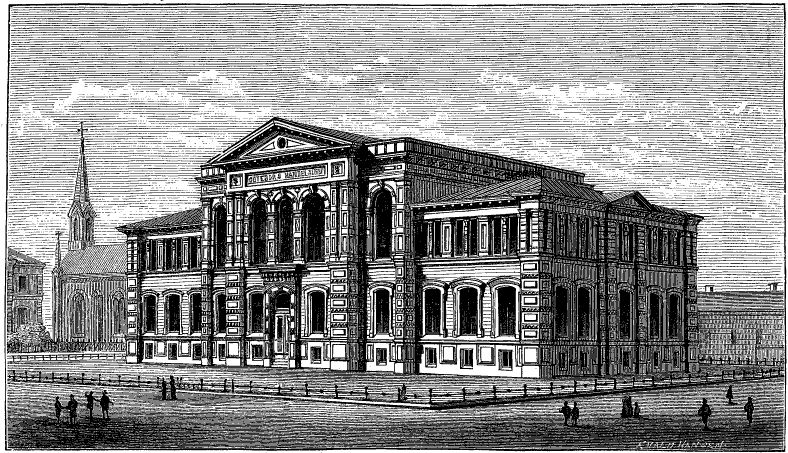
Göteborgs handelsinstitut 1881, vy från Södra Larmgatan.

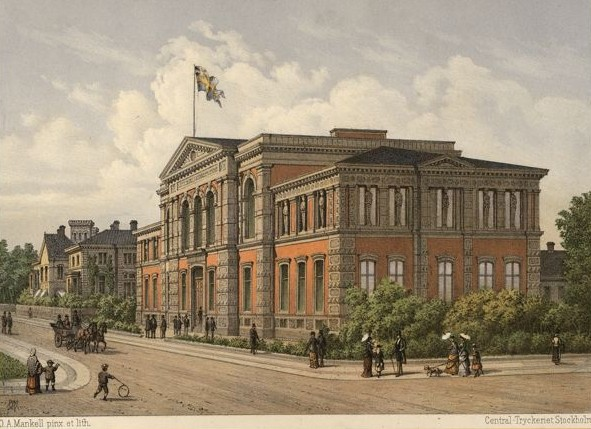
Göteborgs handelsinstitut, litografi av Otto August Mankell.

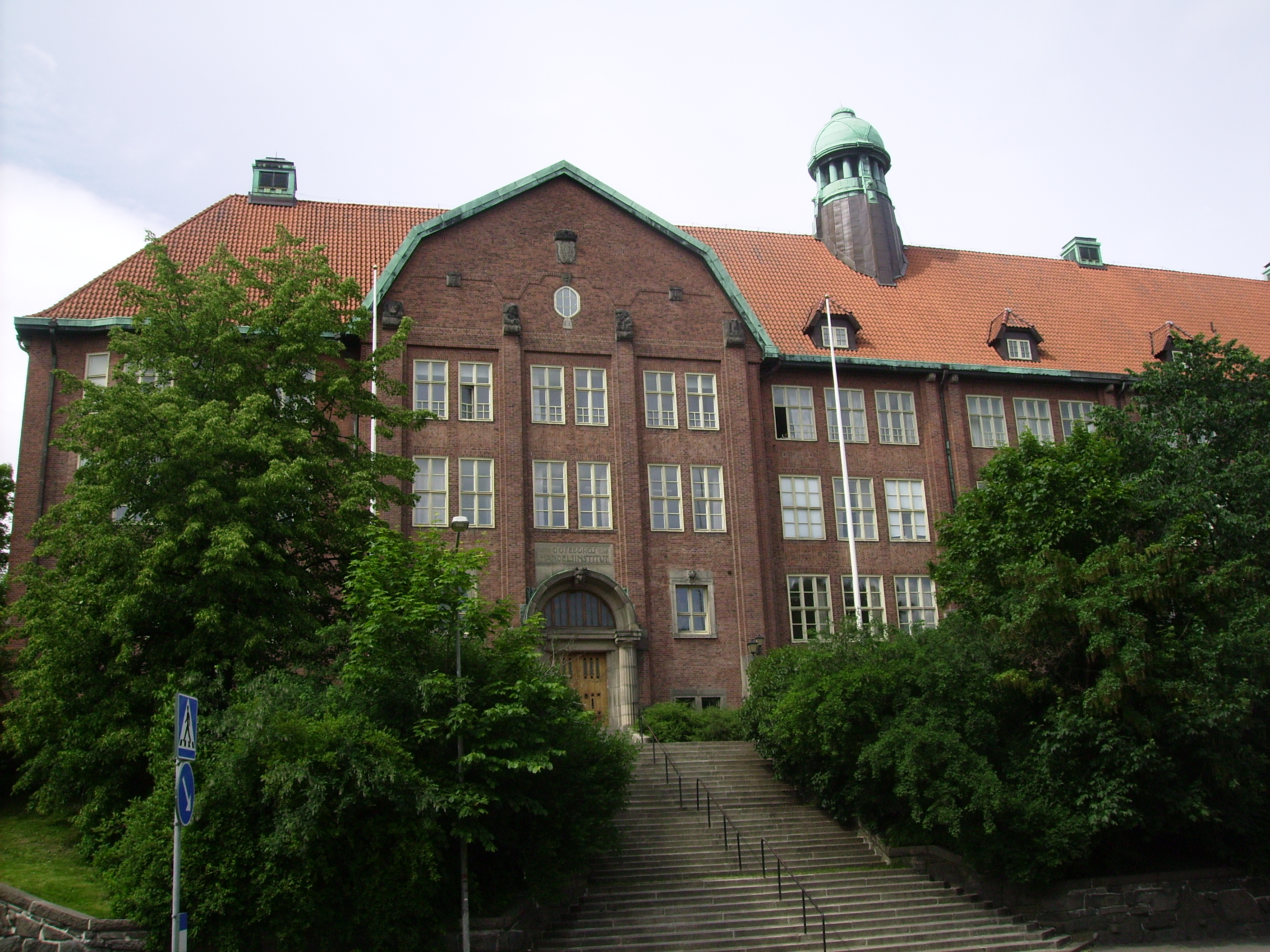
Göteborgs handelsinstitut vid Viktor Rydbergsgatan 9.

Göteborgs handelsinstitut, från 1918 Göteborgs handelsgymnasium, var Sveriges första och länge enda större handelsundervisningsanstalt.

## Historia
Institutet tillkom på initiativ av Handelssocieteten (senare Handelsföreningen) i Göteborg och öppnades 30 januari 1826 med nio elever; Edward Dickson (inskrevs som första elev), Abraham Grönvall, Anders Lemer, Carl Gustaf Melin, Johan Aron Andrén, Carl Henrik Bergman, Johan Wilhelm Gradman, Axel von Reis (äldste son till Aron von Reis) och Carl Theodor Göök. Verksamheten startade i en hyrd lägenhet om två rum och kök hos traktören Matthias Blom i hörnet av Södra Hamngatan och Östra Larmgatan, där Grand Hotel Haglund senare uppfördes. Köket användes som kemiskt laboratorium. Skolan förde en ambulerande tillvaro: en tid höll man till på den Santessonska sockerbruksegendomen i Brunnsparken, där Palace Hotel uppfördes. En period hyrde man på Lilla Klädpressaregatan, och senare från en lokal på Kyrkogatan berättades att lägenheten var mycket smutsig — den skurades endast fyra gånger om året, vid terminernas slut och vid deras början.
Under första verksamhetsåret inskrevs 37 elever, och under den första femårsperioden totalt 90 elever. Intagningsåldern varierade mellan 7 och 22 år. Undervisningen indelades i två avdelningar; Elementarklassen vilken eleven måste klara för att uppflyttas i Contorsklassen.  
Årsavgiften till skolan var 100 riksdaler år 1857. Därutöver bidrog Göteborgs stad med 2 000 riksdaler årligen. Institutet erhöll statsunderstöd från och med 1894 och ställdes under Skolöverstyrelsens överinseende från 1918. 

### Nybyggnad 1881
Den 11 januari 1882 fick skolan ett eget hus, avsett för 100 elever. Byggnaden ritades av arkitekten Adrian C. Peterson och uppfördes 1881. Den nya byggnaden låg vid Läroverksgatan, innanför vallgraven och i närheten av dagens Pedagogen. Byggnaden från 1881 inrymmer idag (år 2018) Gustaviskolan.

### Nybyggnad 1915
Efter några år blev huset på Läroverksgatan trångbott och den 29 april 1915 flyttade institutet till en ny byggnad vid Viktor Rydbergsgatan 9 nära Landala torg, ritad av Charles Lindholm och avsedd för 300 elever. Invigningen förrättades av finansminister Axel Vennersten, och kostnaden uppgick till cirka 435 000 kronor.
År 1923 bestod institutet av ett 2-årigt handelsgymnasium samt en 1-årig fackkurs för studenter. 1922-1923 hade institutet 7 ordinarie och 20 extra lärare. Elevantalet var 205, varav 28 kvinnor. 
1966 kommunaliserades skolan då utbildningen gjordes om till en treårig ekonomisk gymnasielinje med namnet Levgrenska gymnasiet som senare gick upp i Hvitfeldtska gymnasiet. Namnet fick den efter grosshandlaren och filantropen Anders Georg Levgren (1788-1857) som aktivt deltog i uppbyggnaden av ett handelsinstitut 1825 och byggnaden används numera av det intilliggande Hvitfeldtska gymnasiet.